# Васильев, Виктор Николаевич (спортсмен)
Виктор Николаевич Васильев (29 декабря 1914, Верхний Уфалей — 14 июня 1996, Челябинск) — советский спортсмен, хоккеист, футболист. Тренер.

## Биография
Выступал за челябинские команды по хоккею «Дзержинец» (1947/48 — 1951/52, около 70 игр, 4 гола) и футболу «Трактор»/«Дзержинец» (1944—1952) в низших лигах. Провёл один матч в чемпионате СССР по футболу — в 1948 году, после чего команда в связи с изменением схемы розыгрыша была переведена во вторую группу.
В хоккее был играющим тренером челябинских «Дзержинца» (1947/48 — 1951/52), «Спартака», студенческой команды «Политехник».
Старший тренер футбольного «Дзержинца» (1951—1952).